# Colobaspis bicoloriceps
Colobaspis bicoloriceps is een keversoort uit de familie halstandhaantjes (Megalopodidae). De wetenschappelijke naam van de soort werd in 1922 gepubliceerd door Maurice Pic.